# Nobuo Matsunaga
Nobuo Matsunaga (jap. 松永 信夫, Matsunaga Nobuo; * 6. Dezember 1921 in der Präfektur Shizuoka; † 25. September 2007) war ein japanischer Fußballspieler.

## Nationalmannschaft
1954 debütierte Matsunaga für die japanische Fußballnationalmannschaft. Matsunaga bestritt vier Länderspiele. Mit der japanischen Nationalmannschaft qualifizierte er sich für die Asienspiele 1954.